# Káposztaszagú fülőke
A káposztaszagú fülőke (Gymnopus brassicolens) az Omphalotaceae családba tartozó, Európában és Észak-Amerikában honos, lombos- és fenyőerdőkben élő, nem ehető gombafaj. Egyéb elnevezései: káposztaszagú büdösszegfűgomba, avar szagosszegfűgomba.

## Megjelenése
A káposztaszagú fülőke kalapja 1-4 cm széles, alakja fiatalon domború, majd hamar laposan kiterül, idősen közepe kissé bemélyedhet. Higrofán: színe nedvesen vörösbarna vagy okkerbarna; megszáradva szalmasárgás. Széle világosabb árnyalatú és nedves állapotban bordázott. 
Húsa vékony, vizenyős, halványbarna színű (a tönk tövében feketésbarna). Szaga erős, rohadó káposztára emlékeztet; íze nem jellegzetes.  
Közepesen sűrű lemezei tönkhöz nőttek vagy majdnem szabadon állók, sok a féllemez. Színük fiatalon fehéres, később rózsásokkeres, hússzínű, néha vöröses foltokkal.
Tönkje hengeres vagy oldalról lapított, lefelé vékonyodó. Színe eleinte a kalapéval egyezik vagy vörösesebb árnyalatú, majd a töve felől megfeketedik egészen a kétharmadáig. 
Spórapora fehér. Spórája ellipszis alakú, mérete 5,2-6 x 4,2-4,7 µm.

### Hasonló fajok
Nagyon hasonlít hozzá az undorító fülőke; esetleg a hasonló külsejű, kellemes szagú csavarttönkű fülőkével is össze lehet téveszteni.

## Elterjedése és termőhelye
Európában és Észak-Amerikában honos. Magyarországon helyenként gyakori.
Lombos- és fenyőerdőben található meg, növényi korhadékon, többnyire csoportosan. Nyáron és ősszel terem.

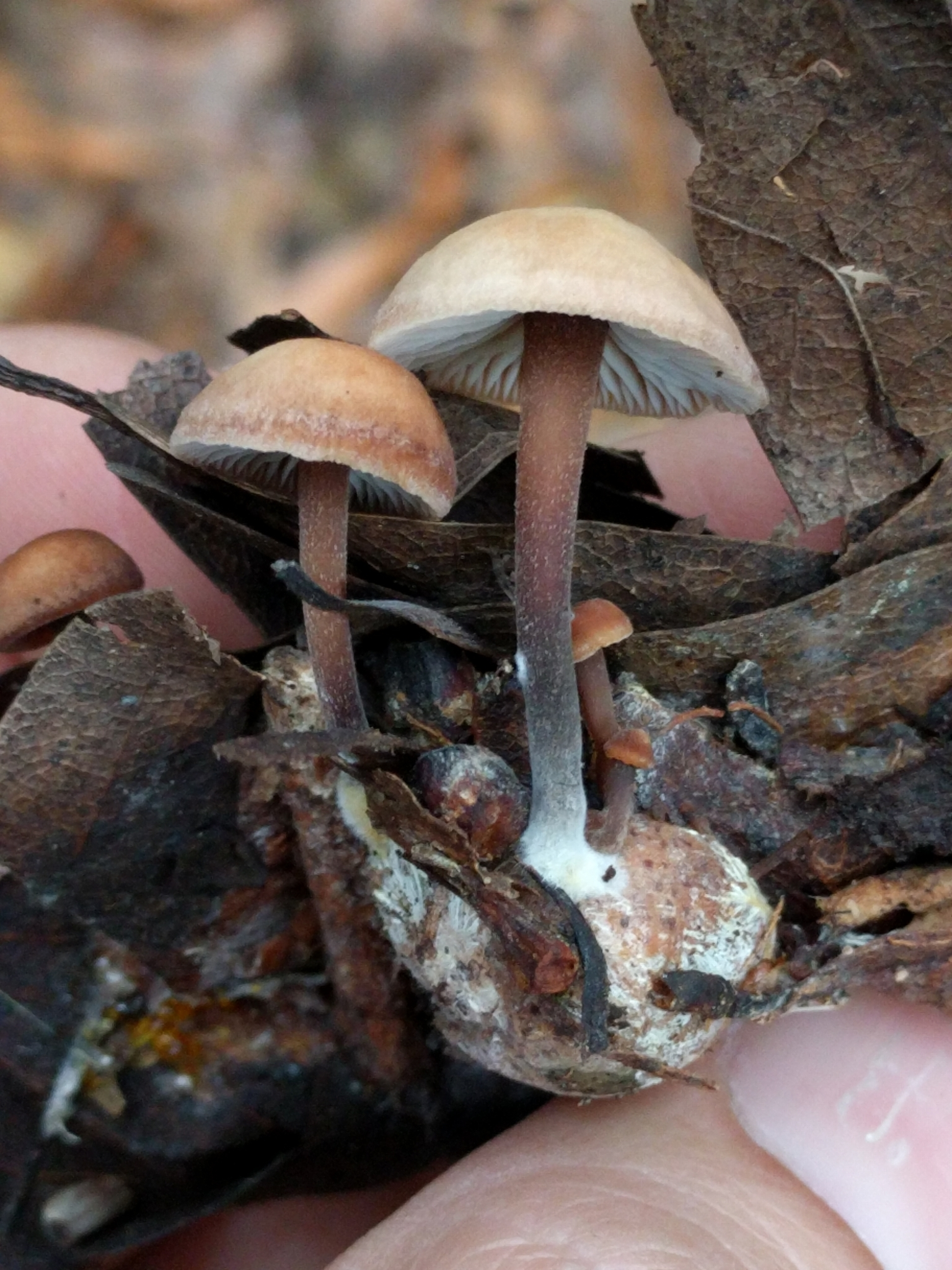
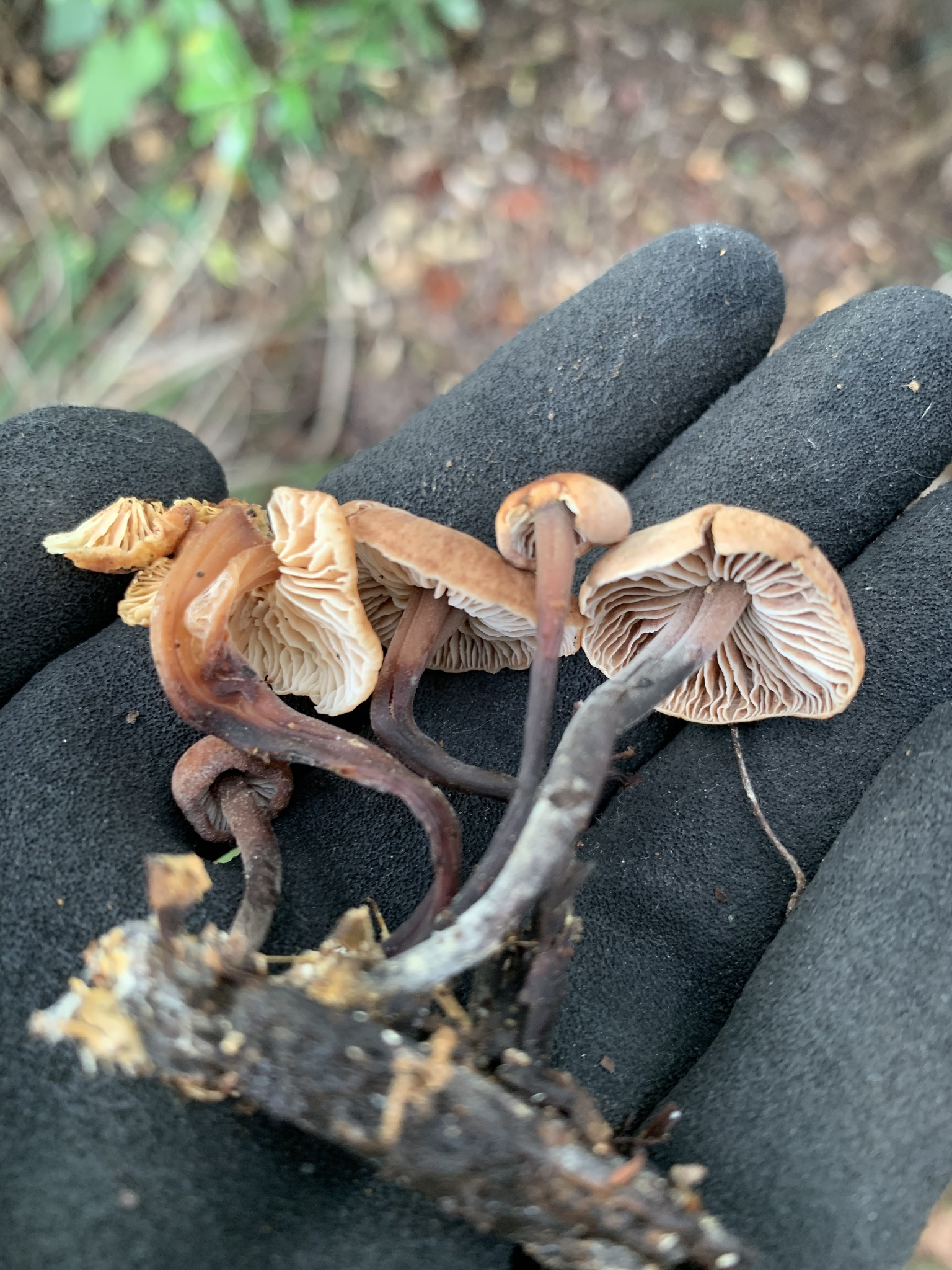
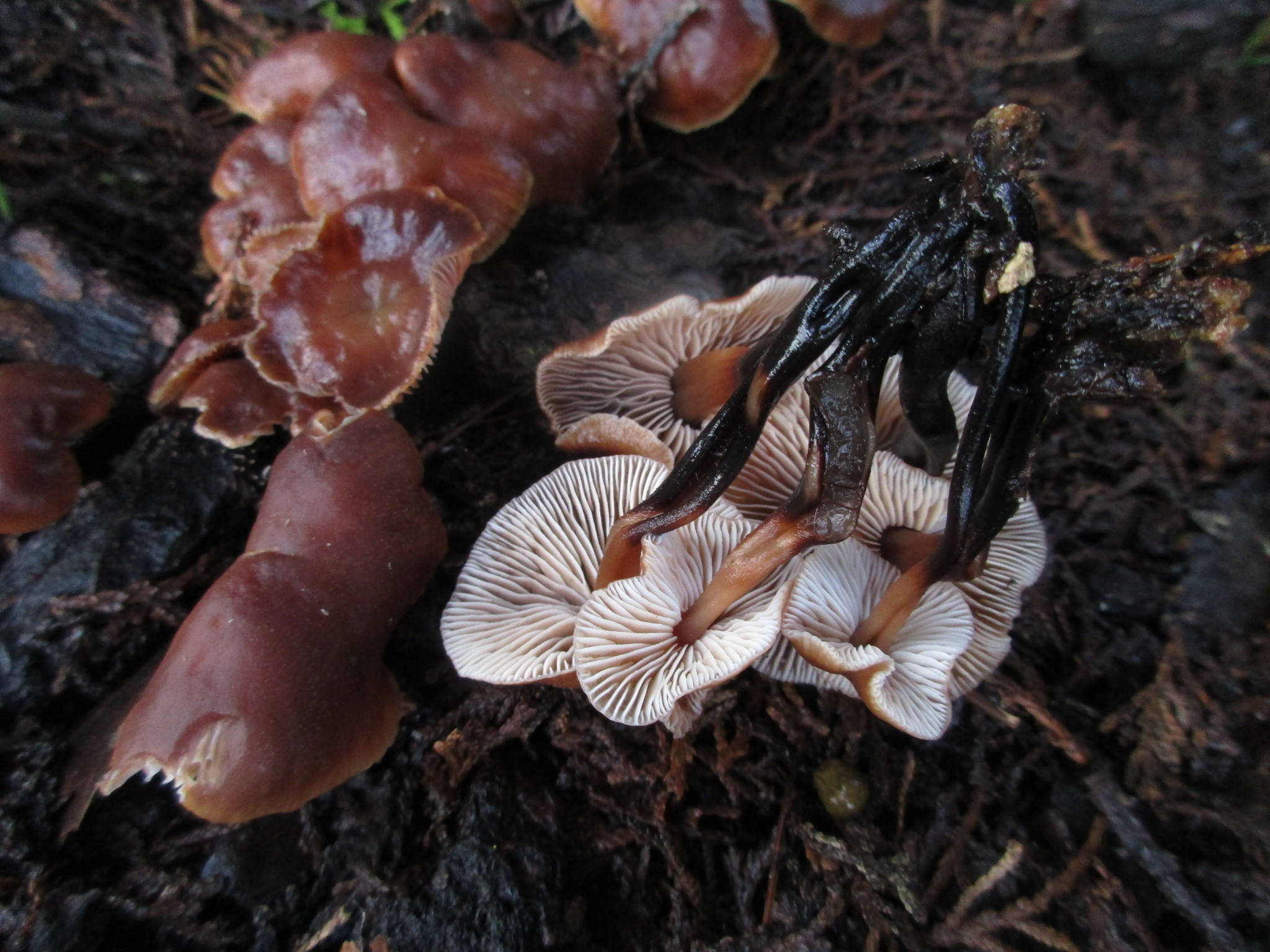
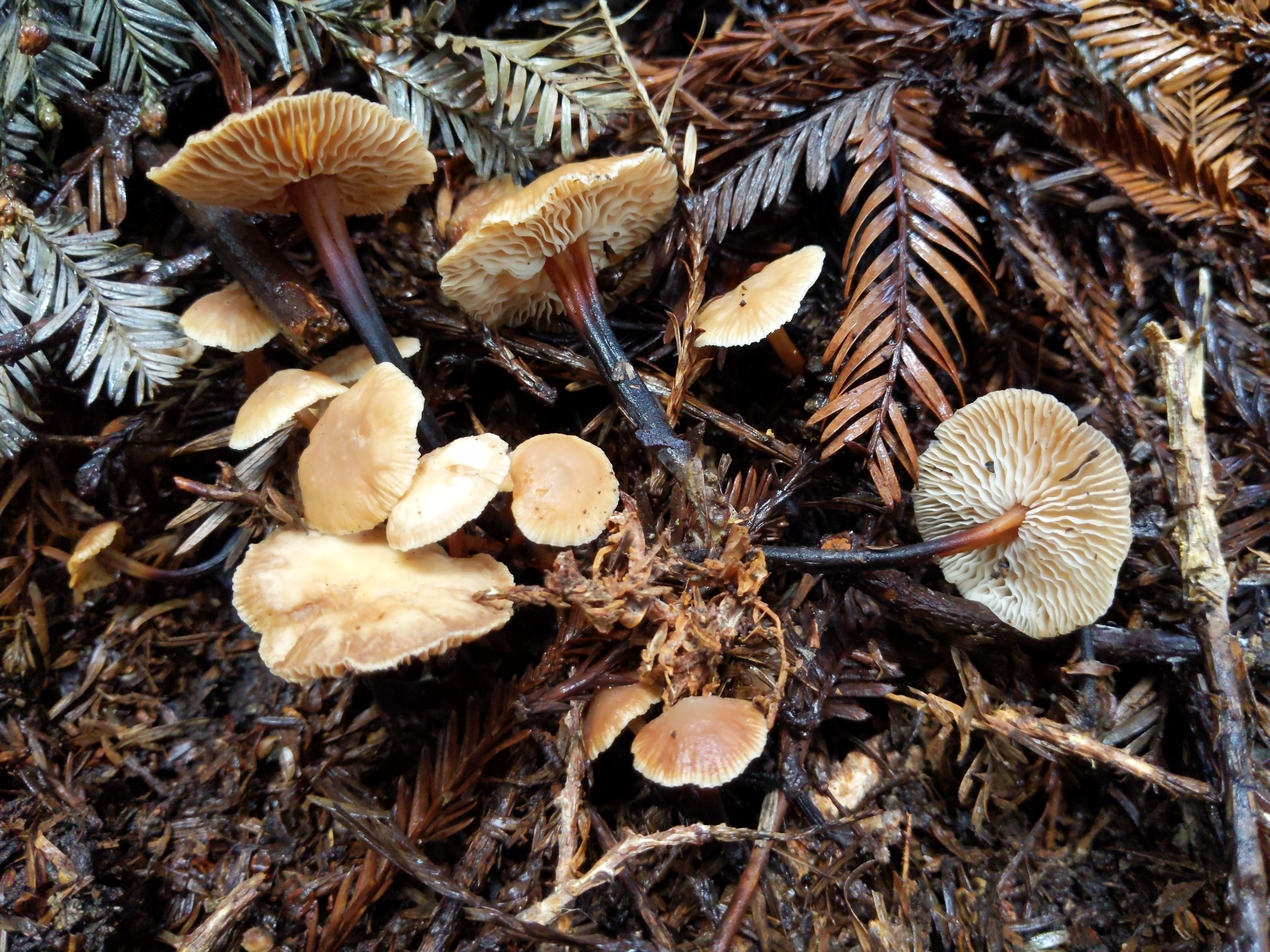

Nem ehető.